# Most Suade i Olge

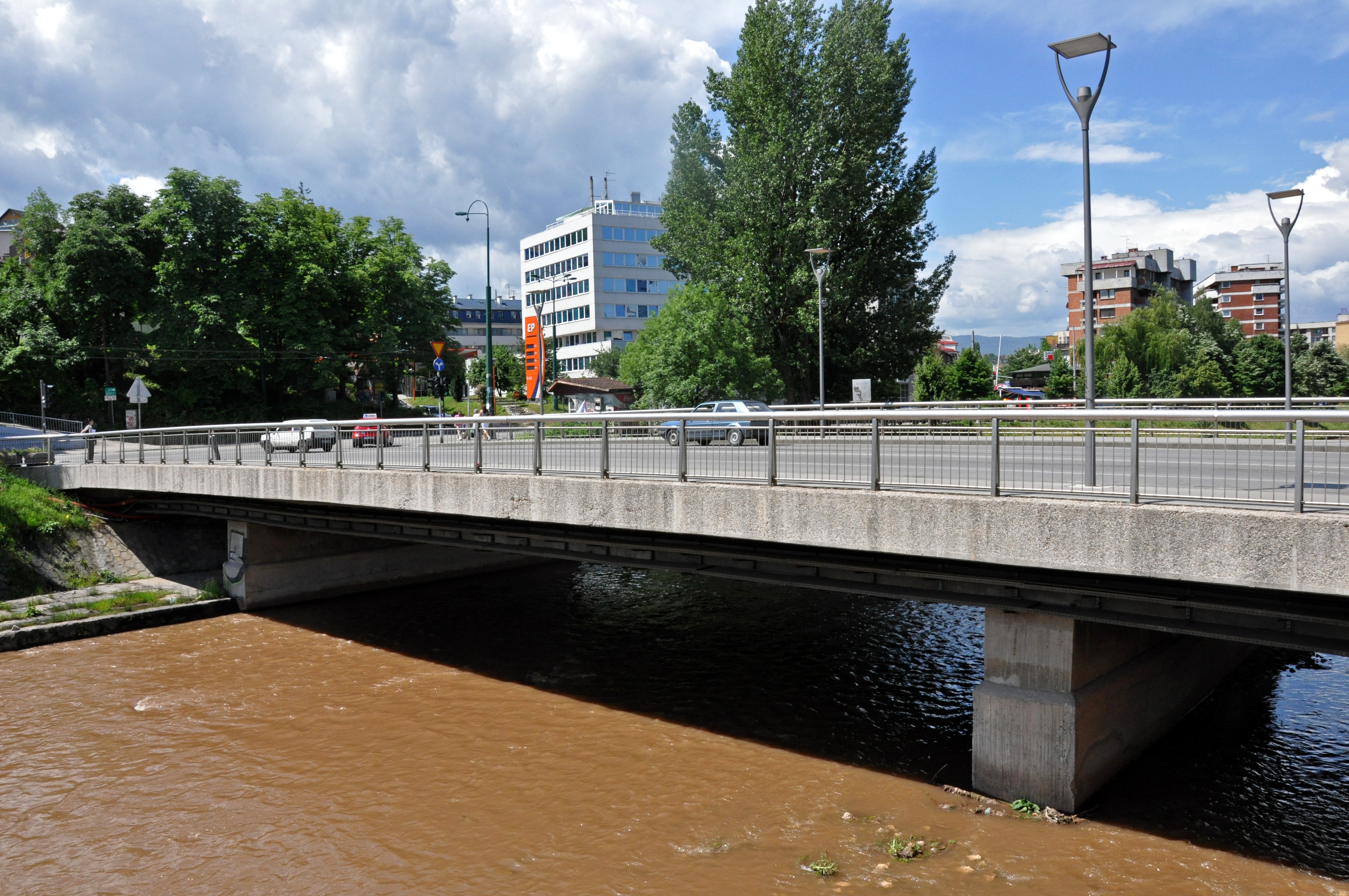
Most Suade i Olge

Die Most Suade i Olge (deutsch: „Brücke von Suada und Olga“) ist eine Straßen- und Fußgängerbrücke in Sarajevo, der Hauptstadt von Bosnien und Herzegowina. Sie befindet sich in der Siedlung Marijin dvor und überspannt den Fluss Miljacka. Erste Aufzeichnungen einer Brücke an dieser Stelle stammen aus dem 18. Jahrhundert. Bis 1996 wurde sie offiziell Vrbanja-Brücke (Vrbanja most) genannt, da Vrbanja eine alte und traditionelle Bezeichnung für das Gebiet ist, auf dem die Brücke gebaut wurde.
Internationale Aufmerksamkeit erfuhr die Vrbanja-Brücke während der Belagerung von Sarajevo im Bosnienkrieg (1992–1995).

## Lage
Sie ist ca. 40 m lang, 18 m breit und überspannt die Miljacka, die an dieser Stelle etwa 28 m breit ist, in Nord-Süd-Richtung. Am Südufer verläuft in West-Ost-Richtung die vierspurige Zagrebačka-Straße vom Stadtteil Grbavica bis zur Brücke und von dort als Terezija-Straße weiter zum bekannten Einkaufszentrum Skenderija. Am Nordufer verläuft ebenfalls in West-Ost-Richtung die dreispurige Einbahnstraße Vilsonovo šetalište bis zur Kreuzung an der Brücke und von dort weiter als Kotromanica-Straße. In Nord-Süd-Richtung verläuft von der Brücke bis zur Sarajevoer Hauptverkehrsstraße Zmaja od Bosne, die ca. 250 m lange Vrbanja-Straße.
Die Brücke selbst ist vierspurig, mit zwei Fahrbahnstreifen je Fahrtrichtung. Zudem befindet sich an beiden Seiten ein Gehweg für Fußgänger.

## Die Brücke während der Belagerung von Sarajevo (1992–1995)

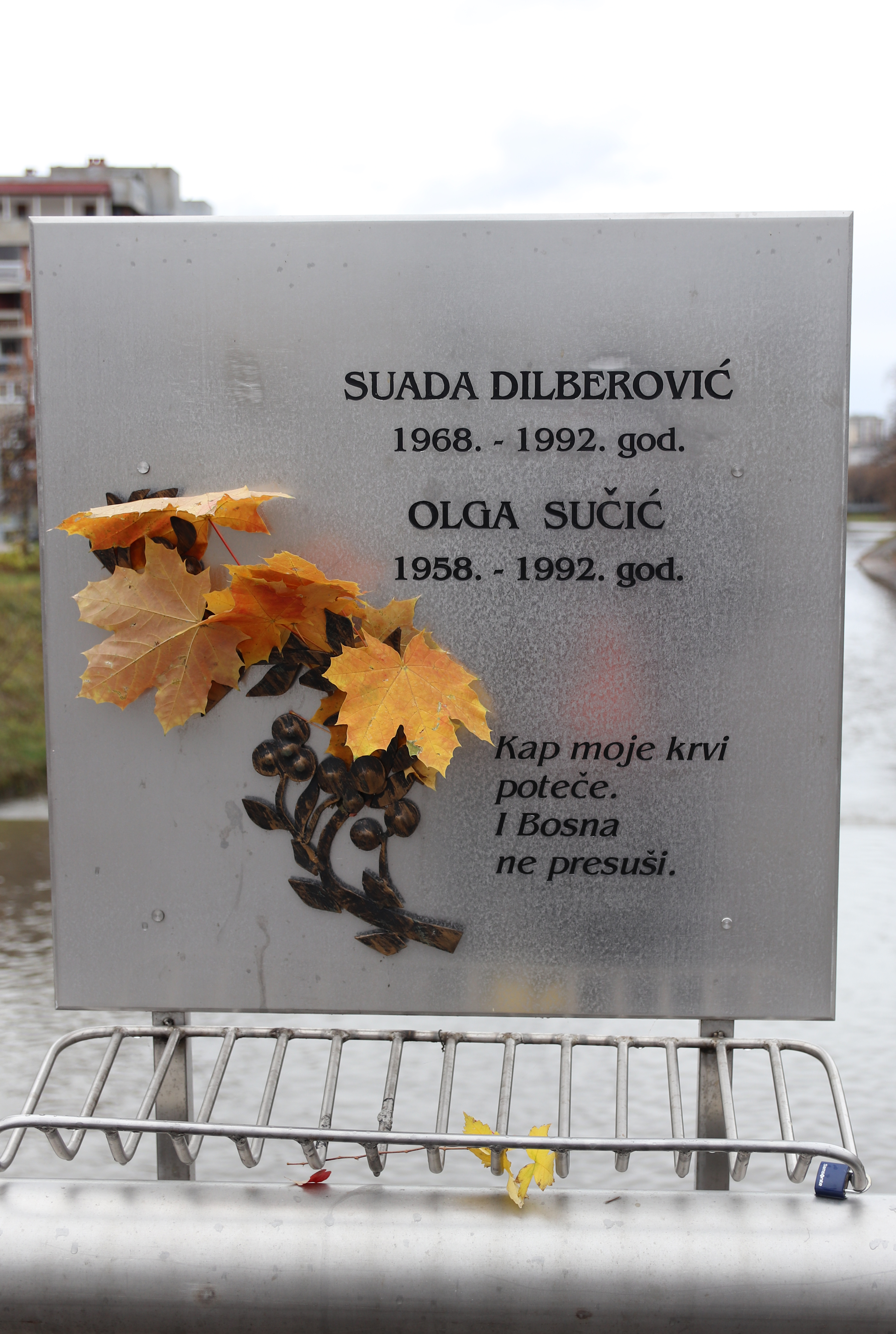
Gedenktafel für die auf der Brücke erschossenen Suada Dilberović und Olga Sučić

Am frühen Nachmittag des 5. April 1992 starben auf der Brücke die 23-jährige Suada Dilberović und die 34-jährige Olga Sučić durch den Beschuss von Heckenschützen, die im Kovačići-Distrikt lokalisiert wurden. Die beiden Frauen waren mit anderen Demonstranten zu einer Friedensdemonstration auf dem Vorplatz des Parlaments unterwegs. Auf der Brücke starb noch ein weiterer Demonstrant, vier wurden verletzt. Kurz darauf (14:00 Uhr) eröffneten Scharfschützen aus dem oberhalb gelegenen Viertel Vraca das Feuer auf die westlich anschließende Brücke (heute Hamdije Čemerlića Brücke), wobei ein Zivilist so schwer verletzt wurde, dass er später im Krankenhaus verstarb. Die Demonstranten ließen sich dadurch nicht beirren, drangen in das Parlamentsgebäude ein und erklärten es zum „Offenen Volksparlament“. Im Laufe des Nachmittags strömten immer mehr Einwohner zur Friedensdemonstration und hielten das Parlament in der Nacht besetzt, weswegen Radovan Karadžić am 6. April die Sperrung einiger Stadtteile befahl. Als Karadžić Informationen erhielt, dass die versammelte Menge einen Friedensmarsch in den serbisch dominierten Stadtteil Vraca in Betracht zog, drohte er im Falle des Betretens von „serbischen Territoriums“ mit weiterem Schusswaffengebrauch. Obwohl es zu dem Marsch nach Vraca nicht kam, eröffneten gegen 14 Uhr Scharfschützen aus dem gegenüber dem Parlament gelegenen Holiday Inn das Feuer auf die Friedensdemonstration und verletzten sieben Personen. Das Hotel war zu diesem Zeitpunkt die Hauptzentrale der Serbischen Demokratischen Partei. Die Festnahme der mutmaßlichen serbischen Täter durch die bosnische Polizei führte zur Erstürmung der Polizeiakademie durch serbische Paramilitärs, zudem kam es zur Errichtung von Barrikaden. Die Ermordung der beiden Frauen auf der Brücke wurde von bosnischer und kroatischer Seite als Auslöser der Kampfhandlungen in Sarajevo interpretiert. In Gedenken daran wurde die Brücke am 6. April 1996 in Suada-Dilberović-Brücke (Most Suade Dilberović) und am 3. Dezember 1999 in Suada-und-Olga-Brücke umbenannt.
Während der anschließenden Belagerung der Stadt durch Truppen der Armee der Republika Srpska (VRS) verlief die Frontlinie zeitweise direkt an der Brücke und trennte den serbisch kontrollierten Stadtteil Grbavica vom bosnisch gehaltenen Stadtzentrum mit dem Parlamentsviertel. Das Überqueren der Brücke galt als lebensgefährlich, Scharfschützen beherrschten die Umgebung und schossen wahllos auf Passanten jeden Alters. Im späteren Verlauf entstanden auf beiden Seiten der Brücke UN-Posten.
Am 18. Mai 1993 wollten der 25-jährige bosnische Serbe Boško Brkić und seine gleichaltrige bosniakische Freundin Admira Ismić die belagerte Stadt über die Vrbanja-Brücke verlassen, als plötzlich ein Scharfschütze auf das Paar feuerte und Brkić noch auf der Brücke tödlich traf. Admira wurde ebenfalls getroffen, kroch zu ihrem verletzten Freund und starb etwa 15 Minuten später. Ihre Leichen konnten aufgrund der Bedrohung durch Heckenschützen erst nach sieben Tagen geborgen werden. Das Ereignis wurde von internationalen Kamerateams festgehalten und erschien in zahlreichen Zeitungen, vor allem aufgrund der Berichterstattung von Kurt Schork. Das Paar wurde aufgrund seiner gemischten ethnischen Herkunft und dem Wunsch, aus der umkämpften Stadt zu entkommen, zum Symbol für das Leiden der Menschen auf beiden Seiten. Die Fernsehsender PBS, CBC, NFB und WDR verarbeiteten das Geschehen in der Dokumentation „Romeo and Juliet in Sarajevo“, welche mit dem Alfred Dupont Award ausgezeichnet wurde. Der US-amerikanische Sänger Bill Madden schrieb zu dem Ereignis das Lied „Bosko and Admira“, die Sängerin Jill Sobule das Lied „Vrbana Bridge“.

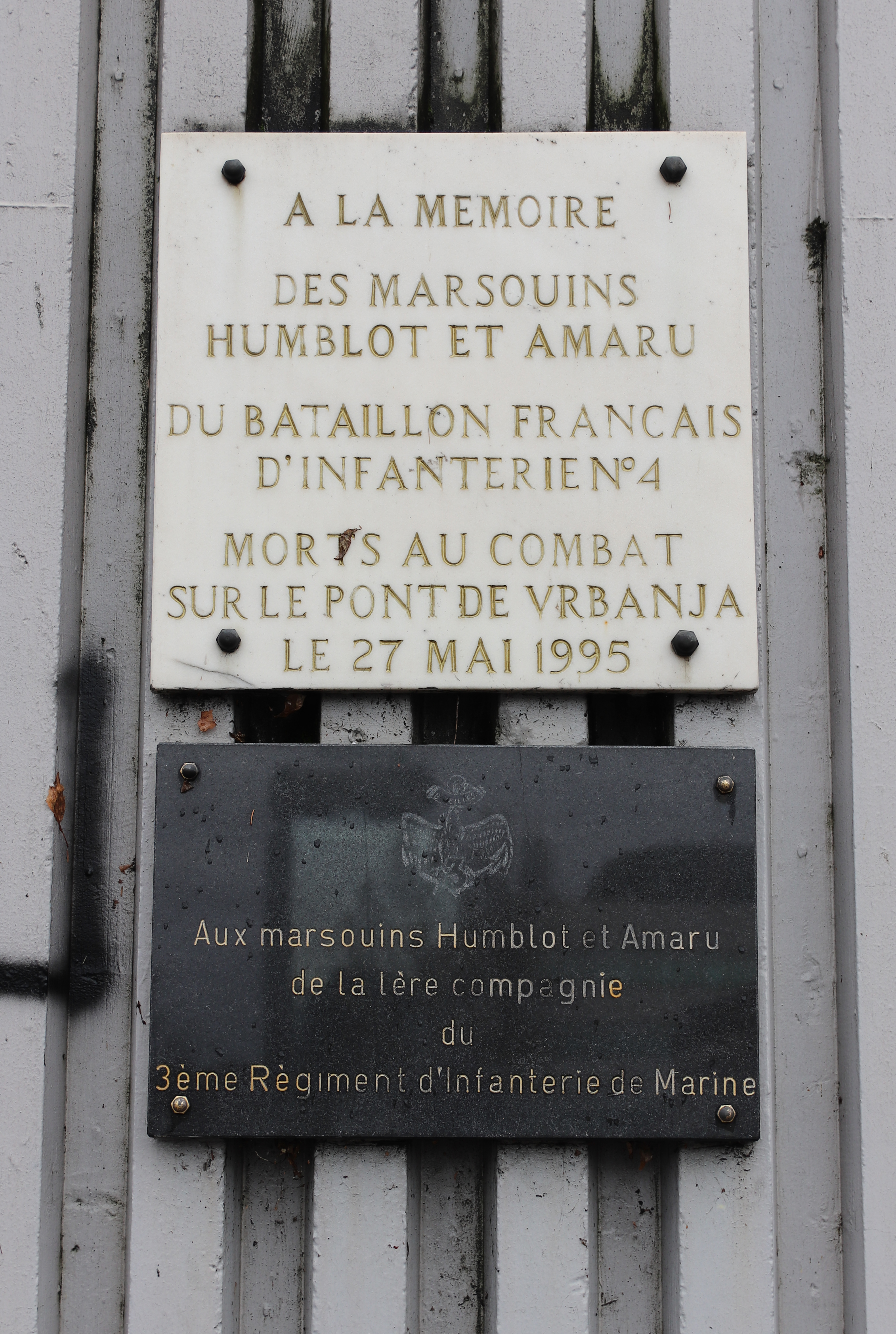
Gedenktafeln für die beiden am 27. Mai 1995 an der Brücke gefallenen französischen Soldaten

Am 3. Oktober 1993 wurde der italienische Friedensaktivist und UN-Gehilfe Gabriele Moreno Locatelli von einem Scharfschützen getötet, als er mit vier Begleitern und einer Friedensfahne in den Händen die Brücke überquerte. Dieses Ereignis inspirierte den Filmemacher Giancarlo Bocchi zur Dokumentation „Morte di un pacifista“ („Tod eines Pazifisten“), zudem wurde eine Straße in Sarajevo nach ihm benannt (Ulica Gabrijele Moreno Locatelli).
Auch weiterhin kamen Zivilisten auf und an der Brücke ums Leben; so wurde am 16. Februar 1994 der Fabrikarbeiter Ibrahim Osmić beim Überqueren der Brücke von einem Scharfschützen tödlich getroffen.
Weitere Bekanntheit erlangte die Brücke durch den offiziell ersten Kampfeinsatz von Bodentruppen der UN gegen Soldaten der Armee der Republika Srpska. Am 27. Mai 1995 besetzten serbische Soldaten in französischen Uniformen kampflos die beiden UN-Posten auf beiden Seiten der Brücke und nahmen 12 französische UN-Soldaten gefangen. Als Reaktion darauf stürmten französische Einheiten in einem Vergeltungsangriff einen der beiden UN-Posten und eroberten ihn nach einem heftigen Schusswechsel zurück. Dabei wurden vier serbische Soldaten getötet und vier weitere gefangen genommen. Die Franzosen hatten zwei Gefallene und 17 Verletzte zu beklagen, darunter fünf Schwerverwundete.